# 小行星18238
小行星18238（1242 T-2）是一顆主帶小行星，在1973年9月29被C. J. van Houten和I. van Houten-Groeneveld在T. Gehrels使用史密特望遠鏡拍攝的乾片上尋獲，並以徐遐生的英文名字命名為FrankShu。
徐遐生出生於1943年，曾任台灣清華大學校長，並且是加州柏克萊大學的名教授，以恆星形成和星系密度波理論上的貢獻而知名。

## 外部連結
- JPL Small-Body Database Browser on 18238 Frankshu